# Harold Barker
Harold Ross Barker (Marylebone, 12 aprile 1889 – Henley-on-Thames, 29 agosto 1937) è stato un canottiere britannico.
Era cognato di Eric Powell, anch'egli canottiere e medaglia di bronzo a Londra 1908.
Ha vinto la medaglia d'argento olimpica nel canottaggio alle Olimpiadi 1908 tenutesi a Londra, nella gara di Quattro senza maschile con Philip Filleul, John Fenning e Gordon Thomson.